# 케이스위스
케이스위스(영어: K-Swiss)은 스위스인 아트 브루너(Art Brunner)와 어니 브루너(Ernie Brunner) 형제에 의해 1966년 미국 로스엔젤레스에 설립된 신발 회사이자 관련 브랜드이다.
테니스에 관심이 있던 그들은 미국으로 이주한 뒤 스위스 신발회사 'Kuenzli'의 테니스 슈즈를 수입하게 된다. 여기서 이름을 수입 회사의 앞 스펠링 K와 스위스인을 가리키는 Swiss를 결합해 지으면서 지금에 이르게 된다.
2013년 대한민국의 이랜드그룹에 인수되었다. 그러나 2000년대 부터 이 브랜드의 대한민국 판매권은 이미 디앤액트(옛 ㈜화승)이 맡아왔고, 인수 당시에도 이미 2019년까지 계약되어서, 이랜드는 대한민국 이외의 시장 판매에 주력하였다.
2019년 홍콩에 위치한 중국 회사 Xtep이 인수하였다.